# داريو بوفيدا
داريو بوفيدا (بالإسبانية: Darío Poveda) هو لاعب كرة قدم إسباني، ولد في 13 مارس 1997 في سان فيسينتي ديل راسبايج في إسبانيا. لعب مع نادي فياريال.

## وصلات خارجية
- داريو بوفيدا على موقع قاعدة بيانات كرة القدم.إي يو (الإنجليزية)
- داريو بوفيدا على موقع Soccerway.com (الإنجليزية)